# Wagon de type UIC-K

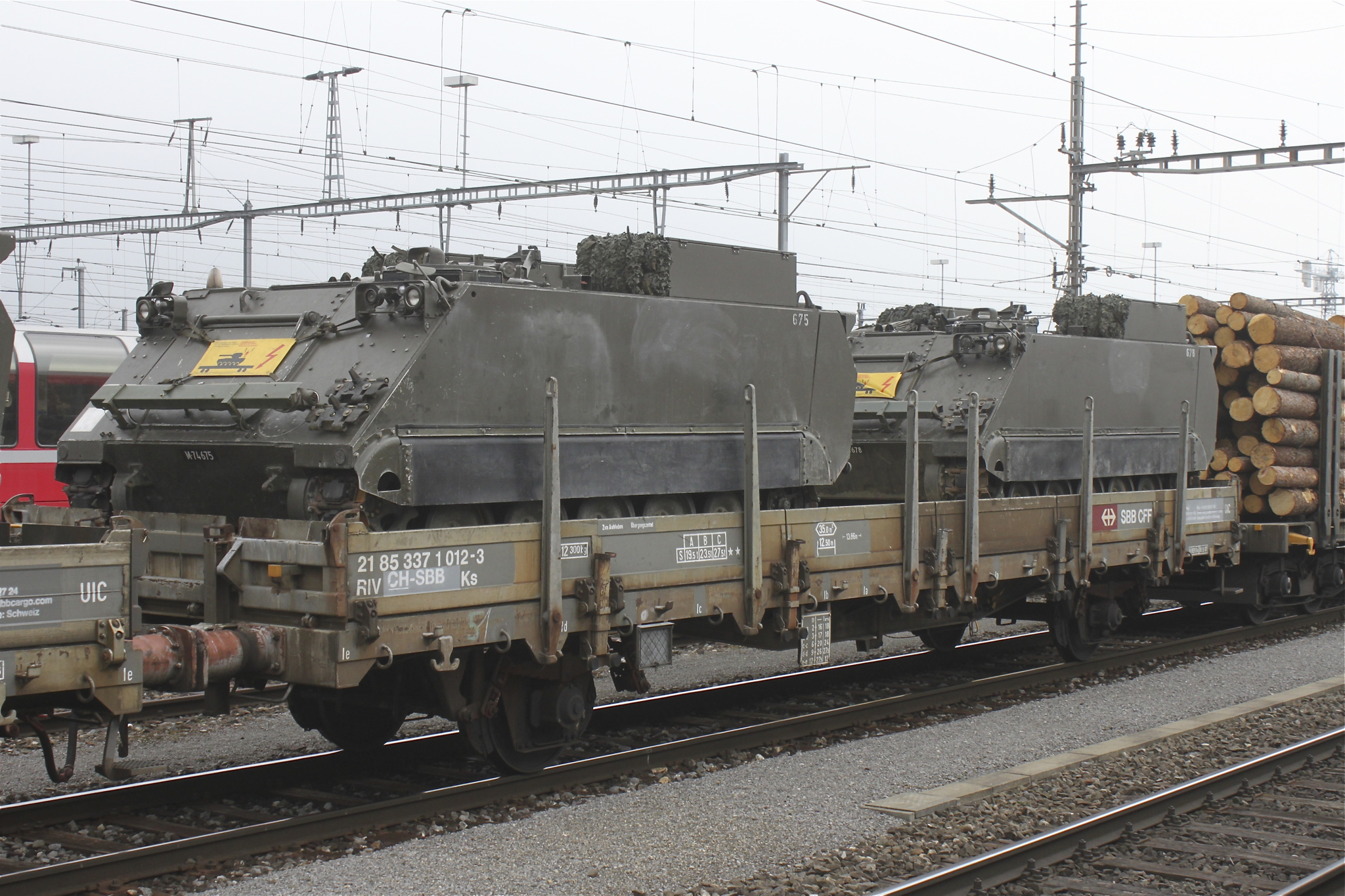
Wagon plat à 2 essieux de type Ks.

Les wagons de type UIC-K sont des wagons plats à deux essieux.